# Hyposerica blanchardi
Hyposerica blanchardi är en skalbaggsart som beskrevs av Brenske 1899. Hyposerica blanchardi ingår i släktet Hyposerica och familjen Melolonthidae. Inga underarter finns listade i Catalogue of Life.